# Cirrhilabrus katoi
Cirrhilabrus katoi är en fiskart som beskrevs av Hiroshi Senou och Masashi Hirata 2000. Cirrhilabrus katoi ingår i släktet Cirrhilabrus och familjen läppfiskar. IUCN kategoriserar arten globalt som livskraftig. Inga underarter finns listade i Catalogue of Life.